# Mnquma
Mnquma – gmina w Południowej Afryce, w Prowincji Przylądkowej Wschodniej, w dystrykcie Amatole. Siedzibą administracyjną gminy jest Gcuwa.